# کلهون (تنسی)
کلهون(به انگلیسی: Calhoun) شهری در ایالت تنسی کشور ایالات متحده آمریکا است که جمعیت آن در سرشماری سال ۲۰۱۰ میلادی، ۴۹۰ نفر بوده‌است.